# 愛快羅密歐4C
愛快羅密歐4C，是意大利愛快·羅密歐車廠於2013年日内瓦汽車展發報的兩門小跑車。汽車底盤由一體化的中央碳纖維盤，外加前後鋁製副車架組成，整輛車子僅重1千公斤左右，配以2公升容積的直4引擎和6前速的雙離合器波箱，是輛非常靈活的小跑車。

## 外部連結
- 官方网站
- Production videos: YouTube上的How It's Made,  YouTube上的Official Alfa Romeo